# 일사천리시스템
주식회사 일사천리시스템은 대한민국의 기업이전 전문회사다. 또한 일사천리시스템은 일사천리팩토리, 일사천리다큐먼트의 주력 회사며, 사무실이사전문업체로 유명하다. 일사천리시스템은 2003년 5월 1일에 설립되었으며, 일사천리시스템의 본사는 서울특별시 마포구에 위치해 있다.
2008년에는 문서파쇄 서비스를 오픈했고, 2012년에는 가정이사 서비스 런칭과 독서경영을 도입했다. 2021년부터는 경기도 이천 문서보관 물류센터를 구축하여 문서보관 서비스도 실시하고 있다.
2023년에는 창립 20주년을 맞아 화성시에 에코센터를 열어 입고파쇄 및 파지압축 서비스를 시작했고 ESG경영을 도입했다.

## 수상 실적
- 2008년 마포구청 신청사 이전 감사패 수상
- 2016년 문화체육관광부 3회 독서경영 우수직장인증
- 2018년 비영리법인 "더나눔"으로부터 감사장 수여
- 2019년 과학기술정보통신부 청사이전 유공자 장관 표창
- 2019년 행정안전부 세종 이전관련 유공자 장관 표창
- 2021년 한국사회보장정보원장 표창
- 2021년 문화체육관광부 8회 독서경영 우수직장인증 대상
- 2023년 마포장애인가족지원센터 이사봉사 감사패 수여
- 2023년 땡스기브 사랑의 도서나눔 상장 수여
- 2016~2023년 8년 연속 문화체육관광부 10회 독서경영 우수직장인증